# Династия посвящённых
«Династия посвящённых» — третий альбом проекта Margenta Маргариты Пушкиной и первый альбом проекта «Династия посвящённых».

## Об альбоме
Автор музыки ко всем композициям, написанным на стихи Маргариты Пушкиной — Сергей Скрипников. Главный гитарист и саунд-продюсер проекта — Сергей Терентьев. Вокальные партии исполнили Анатолий Алёшин, Артур Беркут, Валерий Кипелов, Кирилл Немоляев, Миласа и Наталия "Glossy" Льянова.
По словам Маргариты Пушкиной, альбом выполнен в готическом стиле и посвящён памяти её родителей.

## Список композиций
Все тексты написаны Маргаритой Пушкиной, вся музыка написана Сергеем Скрипниковым.
| №   | Название             | Вокал           | Длительность |
| --- | -------------------- | --------------- | ------------ |
| 1.  | «Лилия и Лилит»      | Беркут          | 6:41         |
| 2.  | «Змея»               | Беркут          | 4:32         |
| 3.  | «Ave Leticia»        | Алёшин          | 5:04         |
| 4.  | «Каждому...»         | Немоляев        | 2:02         |
| 5.  | «Закатные рыцари»    | Миласа          | 4:42         |
| 6.  | «Покровители»        | Алёшин, Сергеев | 6:18         |
| 7.  | «Никто»              | Кипелов         | 5:08         |
| 8.  | «Саксонский корпус»  | Алёшин          | 5:33         |
| 9.  | «Вересковая пустошь» | Алёшин          | 3:24         |
| 10. | «Андайский крест»    | Беркут          | 5:05         |
| 11. | «Реквием»            | Алёшин          | 5:23         |
| 12. | «Лунное дитя»        | Миласа          | 5:21         |

| №   | Название   | Вокал           | Длительность |
| --- | ---------- | --------------- | ------------ |
| 13. | «Никто»    | Кипелов, Беркут | 5:09         |
| 14. | «Невидима» | Glossy          | 5:07         |

## Участники записи
- Анатолий Алёшин, Артур Беркут, Валерий Кипелов, Кирилл Немоляев, Сергей Сергеев, Миласа, Наталия "Glossy" Льянова — вокал.
- Сергей Терентьев — гитара (кроме 4), саунд-продюсер
- Вячеслав Селин — гитара (4)
- Николай Коршунов — бас-гитара (кроме 7, 10)
- Алексей Харьков — бас-гитара (7,10)
- Сергей Кутаев — ударные
- Сергей Булгадарьян — виолончель (3)
- Михаил Степанов — акустическая гитара
- Сергей Скрипников — все клавишные, музыка